# Orfeusz (obraz Gustave’a Moreau)
Orfeusz, znany również jako Dziewczyna tracka z głową Orfeusza (fr. Orphée) – obraz francuskiego malarza, przedstawiciela symbolizmu Gustave’a Moreau, znajdujący się obecnie w Musée d’Orsay w Paryżu.

## Opis
Obraz jest interpretacją mitu o Orfeuszu, synu Apollina i muzy Kalliope, poecie oraz muzyku grającym na podarowanej przez ojca lirze. Według innej wersji mitu Orfeusz był mistrzem gry na kitarze (odmianie liry). Jego śpiew i gra oczarowywała nie tylko ludzi, ale też zwierzęta, skały i drzewa. Gdy jego żona Eurydyka zmarła od ukąszenia węża i trafiła do Hadesu, Orfeusz udał się za nią, dzięki swojej grze oczarował władcę Podziemi i doprowadził do uwolnienia ukochanej pod warunkiem, że aż do momentu opuszczenia Erebu nie obejrzy się za nią. Orfeusz uległ jednak pokusie i spojrzał na Eurydykę, a tym samym spowodował, iż na zawsze została uwięziona w Podziemiach. Zrozpaczony grajek nigdy już nie spojrzał na inną kobietę, co sprowadziło na niego złość Menad, kapłanek Dionizosa, które rozszarpały go, a szczątki jego ciała wrzuciły do rzeki Herbos w Turcji. Wergiliusz w swoim poemacie Georgiki pisał, iż odcięta głowa wciąż śpiewała Och Eurydyko, moja ukochana.
Dzieło Moreau przedstawia tracką młodą kobietę, która wydobyła głowę z rzeki i położyła na kitarze (lub lirze), tuląc jednocześnie ją do piersi. Postać dziewczyny rozświetlana jest światłem, a jej regularny profil kontrastuje z rozmytym masywem górskim. Z twarzy mężczyzny emanuje spokój, we włosach widoczna jest ozdobna opaska, a jego loki miękko układają się na instrumencie. W prawym dolnym rogu widoczne są dwa żółwie, interpretowane jako symbol długowieczności i trwania, co ma nawiązywać do nieprzebrzmiałej muzyki Orfeusza i jego słów opiewających historię nieszczęśliwej miłości.
Możemy też dostrzec, że wygląd całego obrazu poprzez ukośne przedstawienie trackiej kobiety oraz usytuowanie żółwi i grajków na skale, przypomina kartę do gry.
Moreau połączył dwie techniki malarskie. Tło zostało namalowane grubym pociągnięciem pędzla, jest rozmyte. Sama postać natomiast jest ukazana wręcz z idealna precyzją, z bardzo dobrze widocznymi szczegółami. Precyzja widoczna jest głównie w stroju dziewczyny i w detalach znajdujących się na jej ubraniu.
Całość kompozycji jest charakterystyczna dla malarza, którego sceny przypominały sny i nawiązywały do stylu jego mistrza, francuskiego malarza Théodore’a Chasseriau.
Motyw Orfeusza był ponawiany przez malarza w późniejszych latach jego twórczości. W latach 1891–1897 pracował nad innym dziełem pt. Orfeusz na grobie Eurydyki.